# Le Dédale

Le Dédale est une pièce de théâtre, drame en cinq actes de Paul Hervieu, représentée pour la première fois à la Comédie-Française le 19 décembre 1903.

## Résumé
- Acte I : Marianne a divorcé de son premier mari, Max de Pogis. Sa mère, madame Villard-Duval, refuse qu'elle épouse maintenant Guillaume Le Breuil, car le divorce n'a pas de valeur à ses yeux de chrétienne, au contraire de son père qui l'accepte. Cependant, bien que Marianne aime toujours Max, elle finit par convaincre sa mère de la laisser épouser Guillaume, pour qui elle n'a que de l'estime, afin de rompre sa solitude et pour le bien de son fils.
- Acte II : Guillaume et Marianne s'opposent sur l'éducation du fils de celle-ci, que Guillaume voudrait plus virile. Max, devenu veuf, voudrait participer à l'éducation de son enfant. Marianne accepte que Max l'emmène dans le Dauphiné.
- Acte III : L'enfant est atteint par le croup, Marianne vient le soigner, accompagnée de la mère de Max. Après un long combat intérieur, elle cède à Max.
- Acte IV : Marianne avoue sa faute à sa mère qui lui pardonne, puisqu'à ses yeux, elle est toujours l'épouse de Max. Guillaume, autoritaire et jaloux, lui pardonne, mais veut se venger de Max.
- Acte V : Marianne se réfugie dans la propriété de ses parents. Max s'installe non loin et lui écrit tous les jours en espérant la revoir. Guillaume intercepte une de ses lettres, comprend qu'il vient chaque soir dans la propriété en espérant un signe de Marianne. Le soir même, il l'attend, lui annonce qu'il ne verra plus Marianne si Max fait de même. Max refuse, les deux hommes se battent et tombent ensemble dans un gouffre.

## Distribution
| Acteurs et actrices ayant créé les rôles |                   |
| Personnage                               | Acteur ou actrice |
| Marianne                                 | Julia Bartet      |
| Un jeune paysan                          | André Brunot      |
| Vilard-Duval                             | Louis Delaunay    |
| Max de Pogis                             | Charles Le Bargy  |
| Paulette                                 | Marie Leconte     |
| Hubert de Saint-Éric                     | Henry Mayer       |
| Madame de Pogis                          | Renée du Minil    |
| Guillaume Le Breuil                      | Paul Mounet       |
| Madame Villard-Duval                     | Blanche Pierson   |
| Le docteur                               | Charles Siblot    |

## Adaptation au cinéma
- Le Dédale réalisé par Gaston Roudès et Marcel Dumont, sorti en 1927.